# Barbara Romagnan
Pour les articles homonymes, voir Romagnan.
Barbara Romagnan, née le 25 avril 1974 à Annecy, est une enseignante et femme politique française membre du Parti socialiste de 1995 à 2017. Ancienne députée de la première circonscription du Doubs entre 2012 et 2017, elle est conseillère générale du canton de Besançon-Planoise entre 2008 et 2012 et secrétaire nationale du Parti socialiste à la « Rénovation du parti » de 2005 à 2008.

## Biographie
Barbara Romagnan est Docteur en science politique, avec la thèse Les femmes font-elles de la politique autrement ? sous la direction de Jean-Louis Marie, soutenue le 12 décembre 2003 , de Sciences Po, Lyon.
Elle est professeure de philosophie au lycée agricole de Dannemarie-sur-Crète et professeur de sciences médico-sociales à Besançon.

### Carrière politique
Adjointe d’arrondissement de Lyon chargée du logement, d’un conseil de quartier et du conseil municipal des jeunes.
Elle est candidate aux élections législatives de 2002 pour la troisième circonscription du Rhône (44,68 % des voix).
Elle siège de 2003 à 2008 au Bureau national du Parti socialiste. De 2005 à 2008 ; elle est secrétaire nationale du Parti socialiste à la « Rénovation du Parti socialiste ». Elle démissionne en dénonçant l'absence de volonté politique de son parti.
Elle est candidate aux élections législatives de 2007 pour la première circonscription du Doubs (49,85 % des voix).
Elle est élue conseillère générale du canton de Besançon-Planoise en mars 2008. Partisane du mandat unique, elle démissionne afin de laisser la place à son suppléant.

#### Députée du Doubs (2012-2017)
Barbara Romagnan est élue députée aux élections législatives de 2012 dans la première circonscription du Doubs avec 54,73 % des voix, elle bat ainsi la députée UMP Françoise Branget qui obtient 45,27 % des voix,.
Première signataire d’une contribution soutenue par Benoît Hamon en vue du congrès du Parti socialiste de 2012, Barbara Romagnan décide finalement de se rallier à la motion majoritaire soutenue par Martine Aubry et Jean-Marc Ayrault.
Le 9 octobre 2012, elle vote contre le pacte budgétaire européen,.
Critique de la politique économique du gouvernement, elle rejoint les députés « frondeurs », membre de l'aile gauche du Parti Socialiste. Sans le soutien du président du groupe SRC Bruno Le Roux, elle est élue rapporteure de la commission d'enquête sur les 35 heures. En septembre 2014, elle est cependant mutée d'autorité de la commission des affaires sociales à celle du développement durable. Le rapport d'enquête sur les 35 heures, publié le 9 décembre 2014, et dressent un bilan positif de la mesure.
Après la victoire de Benoît Hamon à la primaire citoyenne de 2017, elle est nommée responsable thématique « Développement durable » de sa campagne présidentielle,.
Barbara Romagnan est candidate à un second mandat de député aux élections législatives de 2017 et est soutenue par le PS, le PCF et EELV. Au 1er tour, elle arrive en deuxième position avec 16% des suffrages exprimés, et est devancée de 13 points par la candidate de la République en marche, Fannette Charvier et est finalement battue, avec 46,5 %.
Lors des élections municipales de 2020, Barbara Romagnan soutient Anne Vignot et figure en dernière position sur la liste Besançon par nature. Aux élections sénatoriales de cette même année, elle mène une liste Génération.s qui finit en 3e position derrière les listes Union Centriste et LR.  

## Synthèse des résultats électoraux

### Élections législatives
| Année | Parti        | Parti | Circonscription | 1er tour | 1er tour | 1er tour | 2d tour | 2d tour | 2d tour | Issue  |
| Année | Parti        | Parti | Circonscription | Voix     | %        | Rang     | Voix    | %       | Rang    | Issue  |
| ----- | ------------ | ----- | --------------- | -------- | -------- | -------- | ------- | ------- | ------- | ------ |
| 2002  |              | PS    | 3e du Rhône     | 11 588   | 30,32    | 2e       | 14 933  | 44,68   | 2e      | Battue |
| 2007  | 1re du Doubs | PS    | 12 645          | 29,67    | 21 546   | 2e       | 49,85   |         | 2e      | Battue |
| 2012  | 1re du Doubs | PS    | 16 960          | 39,42    | 1re      | 22 923   | 54,74   | 1re     | Élue    |        |
| 2017  | 1re du Doubs | PS    | 5 854           | 16,04    | 2e       | 13 169   | 46,51   | 2e      | Battue  |        |

## Publication
- Du sexe en politique, Paris, Jean-Claude Gawsewitch, coll. « Coup de gueule », 2005, 253 p. (ISBN 978-2-35013-018-7).